# Antonio Casal Rivadulla
Antonio Casal Rivadulla (Santiago de Compostel·la, 10 de juny de 1910 - † Madrid, 11 de febrer de 1974) va ser un actor espanyol.

## Biografia
Va iniciar estudis de navegació marítima i de comerç en La Corunya. No obstant això, aviat va abandonar totes dues carreres i es va traslladar a Madrid, on va iniciar la seva carrera artística. Es va incorporar a la companyia teatral de Julia Lajos i més endavant a la de Társila Criado i Jesús Tordesillas. D'aquí va passar successivament a les companyies de Moreno Torroba i María Fernanda Ladrón de Guevara, amb la qual va protagonitzar La madre guapa.
Debutà en el cinema en 1941 amb Polizón a bordo, que recrea l'ambient de la seva terra, i aviat es va convertir en un dels principals galants del panorama espanyol, protagonitzant sobretot pel·lícules còmiques, com El hombre que se quiso matar (1941), de Rafael Gil; Doce lunas de miel (1943), de Ladislao Vajda; La torre de los siete jorobados (1944), d'Edgar Neville, o El fantasma y Doña Juanita (1944), de Rafael Gil.
Iniciada la dècada dels cinquanta va prevaler la seva carrera sobre els escenaris i va formar una companyia de revista amb Ángel de Andrés (1950-1957) i més tard la seva pròpia. Va tenir èxits tan famosos com A lo loco, de José Padilla; Las cuatro copas (1951-1953), Los 4 besos i Entre pillos anda el juego. Va prolongar una dècada la seva presència en el gènere, compartint escenari, entre d'altres, amb Tony Leblanc a Todos contra todos (1962) i amb Juanito Navarro a ¡Quiero un bebé! (1965).
A partir dels anys seixanta va treballar també en la direcció i producció teatrals per a gaudir de nou de gran popularitat gràcies a les sèries de Televisió Espanyola Palma y Don Jaime (1959), Plinio (1972) i Animales racionales (1972).
La seva filla María Casal també s'ha dedicat a la interpretació.
El seu fill Jesús Antonio Casal no va continuar amb la tradició familiar de dedicar-se al món de la interpretació.

## Filmografia
- Me has hecho perder el juicio (1973)
- Vacío en el alma (1971)
- El cronicón (1970)
- La tonta del bote (1970)
- Juicio de faldas (1969)
- Amor a todo gas (1969)
- La Revoltosa (1969), sarsuela per televisió.
- Un día es un día (1968)
- La nueva Cenicienta (1964)
- Han robado una estrella (1963)
- El diablo en vacaciones (1963)
- Cuatro bodas y pico (1963)
- Mi adorable esclava (1962)
- Siempre en mi recuerdo (1962)
- Don José, Pepe y Pepito (1961)
- Mi calle (1960)
- El vagabundo y la estrella (1960)
- El día de los enamorados (1959)
- La ironía del dinero (1959)
- Camarote de lujo (1959)
- Las locuras de Bárbara (1959)
- Las chicas de la Cruz Roja (1958)
- Familia provisional (1958)
- Secretaria para todo (1958)
- Manolo, guardia urbano (1956)
- Fantasía española (1953)
- Doña Francisquita (1953)
- La trinca del aire (1951)
- El negro que tenía el alma blanca (1951)
- Andalousie (1951)
- El sueño de Andalucía (1951)
- La guitarra de Gardel (1949)
- La fiesta sigue (1948)
- Botón de ancla (1948)
- Un hombre de negocios (1945)
- Cinco lobitos (1945)
- El fantasma y Doña Juanita (1945)
- La torre de los siete jorobados (1944)
- Te quiero para mí(1944)
- Doce lunas de miel (1944)
- Huella de luz (1943)
- Viaje sin destino (1942)
- El hombre que se quiso matar (1942)
- Pepe Conde (1941)
- Para ti es el mundo (1941)
- Polizón a bordo (1941)